# Carlos Carnicero Giménez de Azcárate
Carlos Carnicero Giménez de Azcárate (Saragossa, 19 de setembre de 1951 - Madrid, 1 de juliol de 2025) va ser un periodista espanyol. Durant la Transició Espanyola, va ser secretari federal d'Organització del Partit Carlí.

## Biografia
Llicenciat en Dret i Ciències Econòmiques per les Universitats del País Basc i Complutense de Madrid, va començar la seva carrera professional com periodista en els mitjans de premsa escrita. Va col·laborar amb El Diario Vasco i La Voz de Guipúzcoa. Actualment és director de la revista argentina Contrapunto de América Latina. En 1982 va ingressar en la revista Tiempo, de la qual arribaria a ser sotsdirector i on va romandre fins a 1988. Al maig d'aquest any es va incorporar a un nou projecte i va col·laborar en el llançament d'una nova publicació: Tribuna. Al juny de 1989 es va incorporar a Diario 16 com a director adjunt, i va romandre en aquest càrrec fins a 1991, que va ser nomenat director de la revista Panorama (fins a 1993). Va compaginar la direcció d'aquesta publicació amb la de la revista Viajar.
Especialitzat en anàlisi política, Javier González Ferrari va comptar amb ell com a comentarista en la primera etapa del programa La linterna de la Cadena COPE (1988-1989). El setembre del 1993, i de nou amb González Ferrari es va incorporar a la tertúlia d'Hora cero a Antena 3 Ràdio i Onda Cero. Des de 1994 col·labora amb els programes Hoy por hoy i Hora 25 de la Cadena SER. A aquesta mateixa cadena col·labora en l'espai La Tertulia de los Viernes, del programa vespertí La Ventana.
El seu pas per televisió es remunta a 1989, quan va copresentar al costat de González Ferrari el programa informatiu El ruedo, a Telemadrid. En 1992, de la mà de Hermida va participar com contertulià habitual en el seu espai El programa de Hermida, dAntena 3, al que seguiria La noche de Hermida (1993). Un any més tard, en 1994, Telecinco li encomana la direcció i presentació d'un reality show titulat Confesiones en el qual persones anònimes acudien al plató a relatar esdeveniments de la seva vida personal. El gener de 1997 va substituir Miguel Ángel Aguilar en l'espai Cruz y Raya, dintre de Informativos Telecinco. Es tractava d'una secció en la qual Carnicero debatia sobre un tema d'actualitat amb el periodista Luis Herrero. En la temporada 1997-1998 la secció va passar a dir-se Fuego cruzado, i Herrero va ser substituït per Federico Jiménez Losantos. En l'actualitat, a més, analitza l'actualitat política en els programes La mirada crítica, també de Telecinco i 59 segundos, de TVE.